# تعديل كوروين
تعديل كوروين هو تعديل مقترح لدستور الولايات المتحدة كان من شأنه أن يحمي «المؤسسات المحلية» للولايات (التي مارست الرق بحلول عام 1861) من التعديلات الدستورية اللاحقة ومن الإلغاء أو التدخل من قبل الكونغرس.] تم إقراره من قبل مؤتمر الكونغرس السادس والثلاثين في 2 مارس 1861، وقدم إلى الهيئات التشريعية للولايات للتصديق عليه. قدم السناتور ويليام سيوارد من نيويورك التعديل إلى مجلس الشيوخ وعرضه النائب توماس كوروين من أوهايو على مجلس النواب. كان هذا التعديل أحد عديد التدابير ما قبل الحرب الأهلية الأمريكية التي نظر فيها الكونغرس في محاولة فاشلة منه لجذب الولايات المنفصلة إلى الاتحاد مجددا ولإغراء ولايات الرقيق الحدودية للبقاء.

## النص
فيما يلي النص الكامل للتعديل المقترح؛ 2 مارس 1861:
يشير النص إلى العبودية بعبارات مثل «المؤسسات المحلية» و «الأشخاص المحتجزون للعمل أو الخدمة» ويتجنب استخدام كلمة «العبودية»، على غرار المثال المنصوص عليه في الاجتماع الدستوري لعام 1787، التي تشير إلى الاسترقاق في مشروع الدستور بأوصاف مشابهة للوضع القانوني: «الشخص المحتجز للخدمة»، «العدد الكامل للناس الأحرار... ثلاثة أخماس جميع الأشخاص الآخرين»، «هجرة واستيراد هؤلاء الأشخاص».

## التاريخ التشريعي

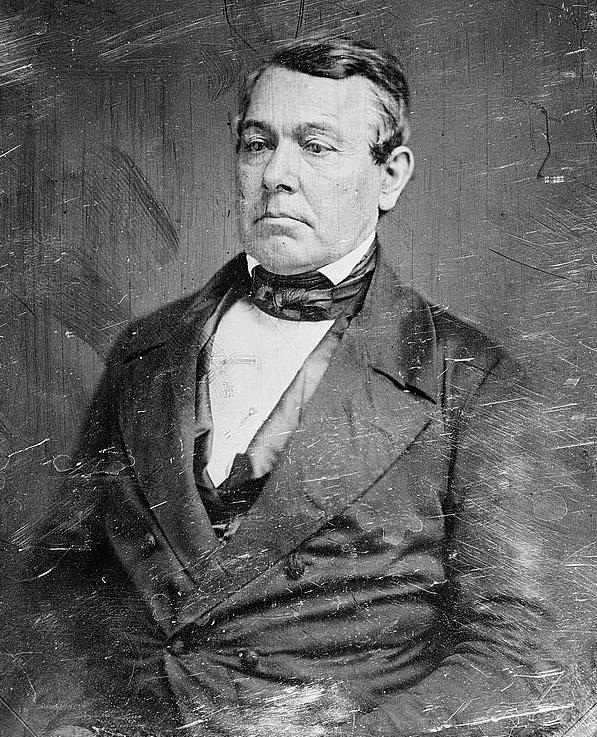
النائب توماس كوروين من أوهايو، مؤلف وسمي التعديل.

### المؤتمر السادس والثلاثين
تم تقديم أكثر من 200 قرار فيما يتعلق بالرق في جلسة الكونغرس التي بدأت في ديسمبر 1860، بما في ذلك 57 قرار يقترح إدخال تعديلات دستورية بشأنه. ومثلت معظم هذه القرارات تنازلات هدفت لتفادي الصراع العسكري. اقترح جيفرسون ديفيس السيناتور الديمقراطي من ميسيسيبي حماية حقوق تملك العبيد بشكل صريح. اقترحت مجموعة من النواب عقد مؤتمر وطني لإنجاز عملية الانفصال «بشكل ذي كرامة وسلمي وعادل» ولحل مسائل مثل التوزيع العادل لأصول الحكومة الاتحادية وحقوق الولايات في التنقل عبر نهر المسيسيبي.
في 27 فبراير 1861، نظر مجلس النواب في النص التالي كتعديل دستوري مقترح:
اقترح كوروين نصه الخاص كبديل، ولقي النص معارضة من العديدين. لم يمنح مجلس النواب القرار تعداد الثلثين المطلوب، وذلك بتصويت عدد 120 مقابل 61، ثم 123 مقابل 71. ومع ذلك وافق مجلس النواب على نسخة كوروين عن طريق التصويت بواقع 133 إلى 65 في 28 فبراير 1861. واجه مناهض العبودية الجمهوري أوين لافجوي من إيلينوي هذا النقاش عن التعديل: «هل يشمل ذلك تعدد الزوجات، الأثر الباقي من الهمجية؟» أجاب جون فيلبس الديمقراطي من ميزوري: «هل يرغب المحترم في معرفة ما إذا كان ممنوعا عليه ارتكاب هذه الجريمة؟» 

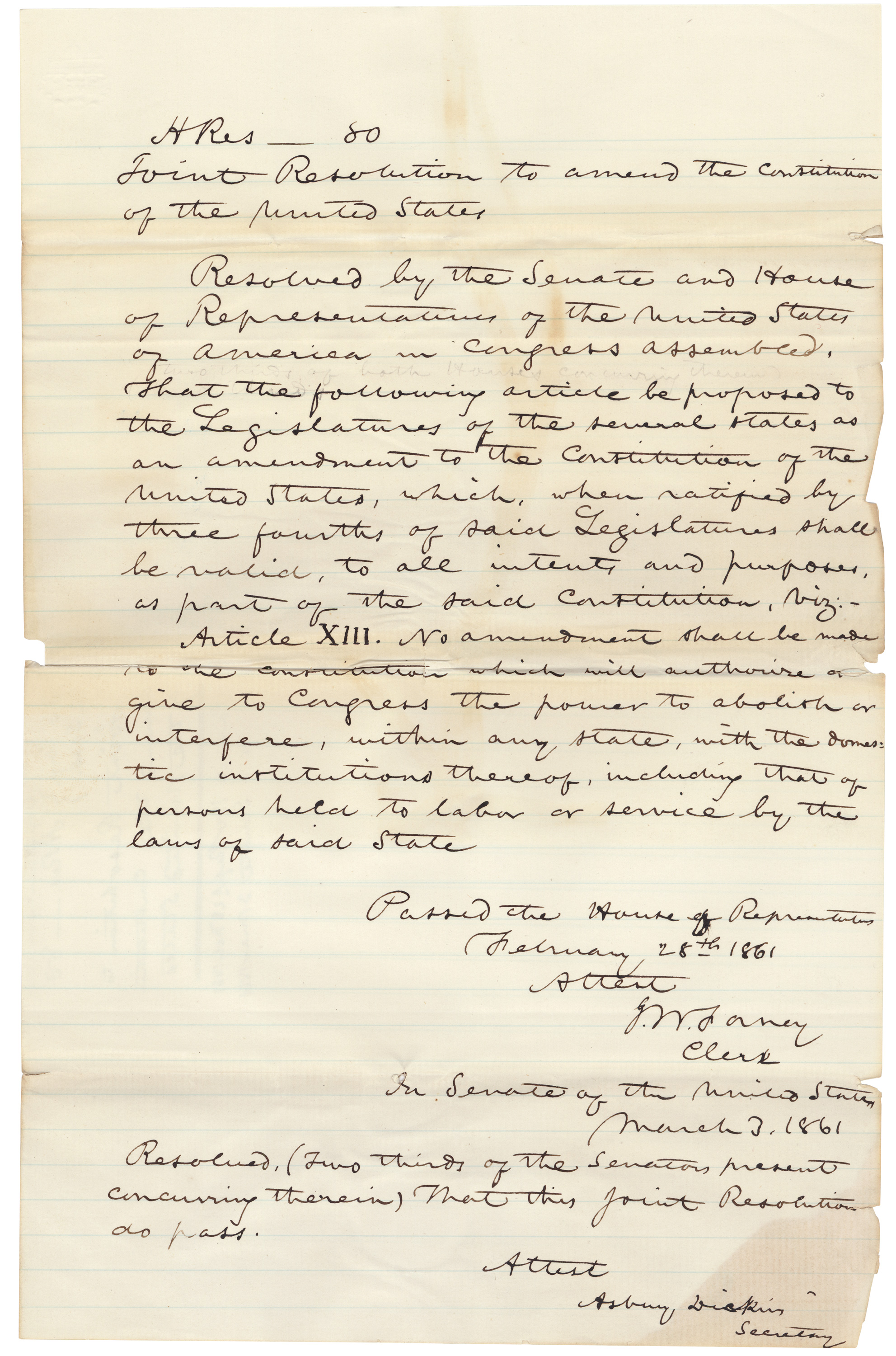
تعديل كوروين كما وافق عليه مجلس النواب في 28 فبراير 1861 ومجلس الشيوخ في 2 مارس 1861.

في 2 مارس 1861، اعتمد مجلس الشيوخ التعديل دون أي تغيير بتصويت 24 مقابل 12. وبما أن التعديلات الدستورية المقترحة تتطلب أغلبية الثلثين، فقد تطلب هذا التعديل وقتها 132 صوتا في مجلس النواب و24 صوتا في مجلس الشيوخ. ولم يصوت على التعديل أعضاء مجلس الشيوخ والنواب من الولايات السبع التي أعلنت بالفعل انفصالها عن الاتحاد. ودعا القرار إلى تقديم التعديل إلى المجالس التشريعية للولايات واعتماده «عند التصديق عليه من قبل ثلاثة أرباع الهيئات التشريعية المذكورة». وكان مؤيدو التعديل يرون أن له فرصة أكبر للنجاح في المجالس التشريعية في الولايات الجنوبية مما عليه الحال في المؤتمرات التي تصدق عليها الولايات، حيث أن المؤتمرات كانت تعقد في أنحاء الجنوب الذي صوت للانفصال عن الاتحاد – في الوقت الذي كان فيه الكونغرس ينظر في التعديل.
وكان تعديل كوروين هو ثاني مقترح يطلق عليه «التعديل الثالث عشر» والذي قدمه الكونغرس إلى الولايات. وكان الأول هو تعديل ألقاب النبلاء الذي تم تقديمه في عام 1810 ولم ينجح.

### الردود الرئاسية
أيد الرئيس جيمس بيوكانان تعديل كوروين من خلال اتخاذ خطوة غير مسبوقة من التوقيع عليه. لم يكن توقيعه على القرار المشترك للكونغرس ضروريا، حيث أن الرئيس ليس له دور رسمي في عملية تعديل الدستور.
قال أبراهام لينكون في خطابه الافتتاحي الأول في 4 مارس، عن تعديل كوروين:
وقبل أسابيع قليلة من اندلاع الحرب الأهلية، أرسل لينكون رسالة إلى كل حكام الولايات يحيل فيها التعديل المقترح،  مشيرا إلى أن بيوكانان وافق عليه.

### محاولة سحب تعديل كوروين
في 8 فبراير 1864، خلال المؤتمر الثامن والثلاثين، حيث زادت احتمالات انتصار الاتحاد، قدم السيناتور الجمهوري هنري ب. أنتوني من رود آيلاند قرار مجلس الشيوخ رقم 25 لسحب تعديل كوروين دون ان مواصلة النظر إليه من قبل مجالس الولايات التشريعية، ووقف عملية إقراره. وفي اليوم نفسه، أحيل قرار أنطوني إلى لجنة القضاء التابعة لمجلس الشيوخ. وفي 11 مايو 1864، تلقى السيناتور ليمان ترومبول من إلينوي، والذي كان رئيس اللجنة القضائية، إذن مجلس الشيوخ بسحب قرار مجلس الشيوخ رقم 25 من اللجنة، وعدم اتخاذ أي إجراء آخر بشأنه.

## تواريخ التصديق على التعديل
تم التصديق على تعديل كوروين من قبل:
1. كنتاكي: 4 أبريل 1861 [22][23]
2. أوهايو: 13 مايو 1861 (سحبت التصديق في 31 مارس 1864)
3. رود آيلاند: 31 مايو 1861 [22][24]
4. ماريلاند: 10 يناير 1862 [19] (سحبت التصديق في 7 أبريل 2014[25])
5. إلينوي: 14 فبراير 1862 [14] (مشكوك في صحة الأمر[19][26])

صوتت حكومة فرجينيا المعادة، التي تألفت في أغلبها من نواب عما سيصبح لاحقا ولاية فرجينيا الغربية، للموافقة على التعديل في 13 فبراير 1862. ومع ذلك، لم تصدق ولاية فرجينيا الغربية على التعديل بعد دخولها الاتحاد عام 1863.
في عام 1963، بعد أكثر من قرن من تقديم التعديل إلى مجالس الولايات من قبل الكونغرس، تم تقديم قرار مشترك للتصديق عليه في مجلس نواب تكساس من قبل النائب الجمهوري هنري ستولنويرك. وأحيل القرار المشترك إلى لجنة التعديلات الدستورية في مجلس النواب في 7 مارس 1963، ولكنه لم ينظر إليه.

## التأثير المحتمل في حالة اعتماده
بالنظر إلى تعديل كوروين من خلال عدسة قاعدة المعنى العادي (القاعدة الحرفية)، فإن تم التصديق عليه بالعدد المطلوب من الولايات قبل عام 1865، فإنه سيجعل مؤسسة الرق محصنة ضد إجراءات التعديل الدستوري وتدخل الكونغرس. ونتيجة لذلك، لن تكون تعديلات إعادة الإعمار اللاحقة (الثالث عشر والرابع عشر والخامس عشر) جائزة، لأنها تلغي أو المؤسسة المحلية للولايات أو تتداخل معها. ومع ذلك، تشير نظرية أخرى إلى أن أي تعديل لاحق يتعارض مع تعديل كوروين الذي تم التصديق عليه سينتج عنه إلغاء تعديل كوروين صراحة (حيث تم إلغاء التعديل الثامن عشر صراحة بعد إقرار التعديل الحادي والعشرين) يتم إلغاء أي من أحكام تعديل كوروين في حالة تضاربها مع تعديلات وقوانين أخرى، سواء كان الإلغاء جزئيا أم كليا.

## قراءات أخرى
- Bryant، A. Christopher (2003). "Stopping Time: The Pro-Slavery and 'Irrevocable' Thirteenth Amendment". Harvard Journal of Law and Public Policy. ج. 26: 501. ISSN:0193-4872.
- Crofts، Daniel W (2016). Lincoln and the Politics of Slavery: The Other Thirteenth Amendment and the Struggle to Save the Union. University of North Carolina Press Books. ISBN:978-1-4696-2731-1. مؤرشف من الأصل في 2019-02-22.{{استشهاد بكتاب}}:  صيانة الاستشهاد: ref duplicates default (link)
- Lee، R. Alton (1961). "The Corwin Amendment in the Secession Crisis". The Ohio Historical Quarterly  [لغات أخرى]‏. ج. 70 ع. 1: 1–26.{{استشهاد بدورية محكمة}}:  صيانة الاستشهاد: علامات ترقيم زائدة (link)
- Martin، Philip E. (1966). "Illinois' Ratification of the Corwin Amendment". Journal of Public Law. ج. 15: 18–91.

## وصلات خارجية
- Suber، Peter (1990). "The Paradox of Self-Amendment (Section on Corwin Amendment)". مؤرشف من الأصل في 2012-10-15.
- Bryant، A Christopher (1 أبريل 2003). "Stopping time: The pro-slavery and "irrevocable" Thirteenth Amendment". Allbusiness.com. مؤرشف من الأصل في 2008-12-10.
- Signed letter from Abraham Lincoln transmitting the Corwin Amendment to North Carolina Governor John W. Ellis, March 16, 1861
- "Abraham Lincoln and the Thirteenth Amendment that Wasn't". This Cruel War Blog. 16 يونيو 2016. مؤرشف من الأصل في 2019-06-04.
- History of the 1862 Illinois Constitutional Convention, which voted to ratify the Corwin Amendment.